# Rhampholeon
Rhampholeon är ett släkte av ödlor. Rhampholeon ingår i familjen kameleonter.
Släktets medlemmar förekommer i bergstrakter och i kulliga områden i östra och södra Afrika. De vistas i skogar. Några arter har klor med en spets och andra med två spetsar. Svansen motsvarar en fjärde del av längden för huvud och bål eller den är lite kortare.
Arter enligt Catalogue of Life:
- Rhampholeon acuminatus
- Rhampholeon beraduccii
- Rhampholeon boulengeri
- Rhampholeon brachyurus, flyttades till släktet Rieppeleon
- Rhampholeon brevicaudatus, flyttades till släktet Rieppeleon
- Rhampholeon chapmanorum
- Rhampholeon kerstenii, flyttades till släktet Rieppeleon
- Rhampholeon marshalli
- Rhampholeon moyeri
- Rhampholeon nchisiensis
- Rhampholeon platyceps
- Rhampholeon spectrum
- Rhampholeon spinosus
- Rhampholeon temporalis
- Rhampholeon uluguruensis
- Rhampholeon viridis